# Rotuma Village
Rotuma Village är en ort i Kiribati.   Den ligger på ön Nonouti i ögruppen Gilbertöarna, i den sydöstra delen av landet, 270 km sydost om huvudstaden Tarawa. Rotuma Village ligger 8 meter över havet och antalet invånare är 625. {
Terrängen runt Rotuma Village är mycket platt.  Närmaste större samhälle är Toboiaki Village, 12,7 km söder om Rotuma Village. 